# فیض‌آباد (درمیان)
فیض آباد روستایی در دهستان طبس مسینا بخش گزیک شهرستان درمیان استان خراسان جنوبی ایران است. بر پایه سرشماری عمومی نفوس و مسکن در سال ۱۳۹۰ جمعیت این روستا ۳۵۶ نفر (در ۸۷ خانوار) بوده است.